# وليام هندريكس
وليام هندريكس (بالإنجليزية: William Hendricks) (و. 1782 – 1850 م) هو سياسي، ومحام من الولايات المتحدة الأمريكية ولد في مقاطعة ويستمورلاند.
تولى منصب عضو مجلس الشيوخ الأمريكي .وهو عضو في الحزب الديمقراطي الأمريكي .
هو عم حاكم آخر لإنديانا هو توماس أندروز هندريكس.